# Philoscia mendica
Philoscia mendica is een pissebed uit de familie Philosciidae. De wetenschappelijke naam van de soort is voor het eerst geldig gepubliceerd in 1898 door Gustav Budde-Lund.